# Adelphithrips cassinae
Adelphithrips cassinae är en insektsart som beskrevs av Laurence A. Mound och Nathan Roscoe Pound 1980. Adelphithrips cassinae ingår i släktet Adelphithrips och familjen smaltripsar. Inga underarter finns listade i Catalogue of Life.